# El Siglo de Oro. Die Ära Velázquez

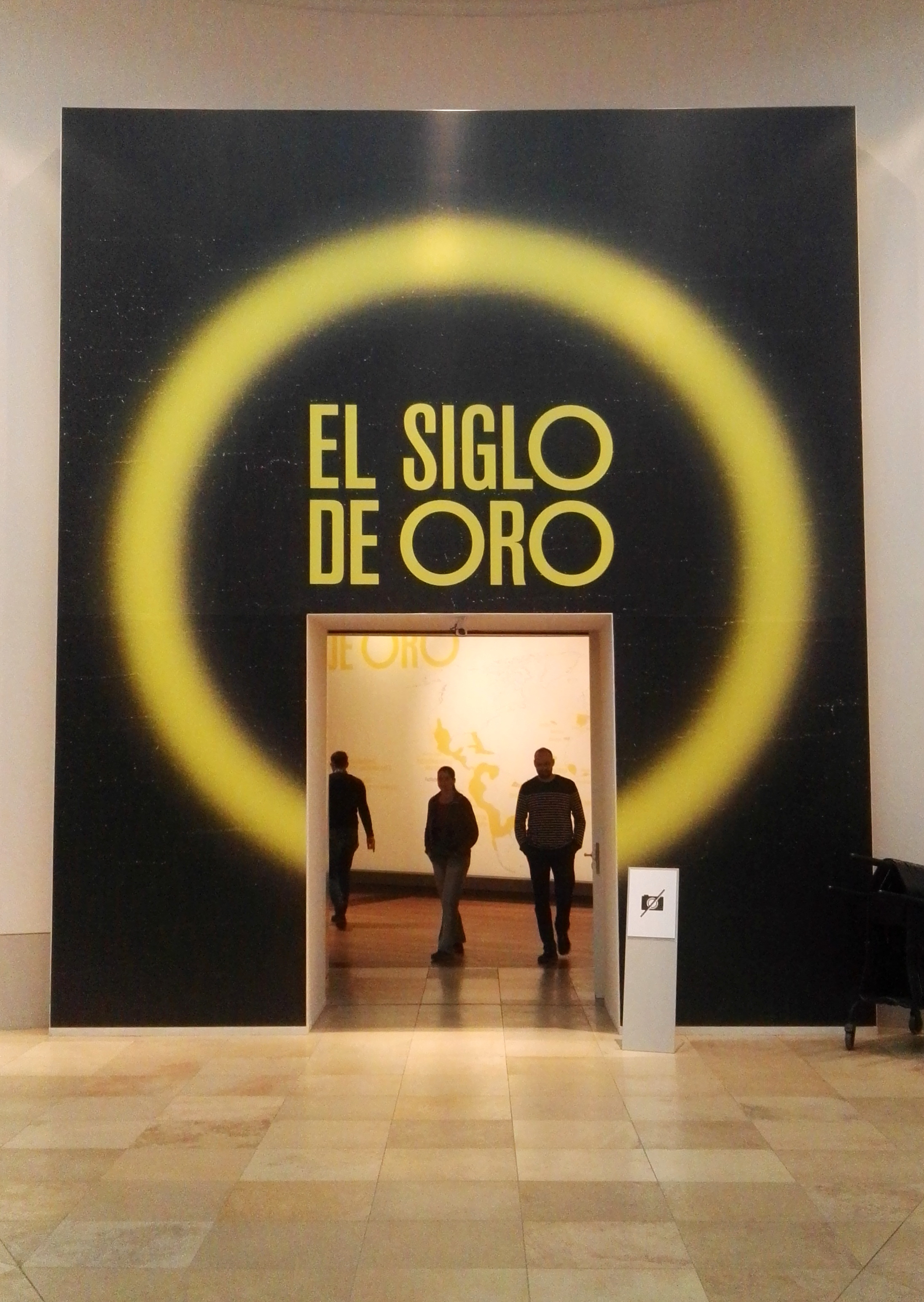
Eingang zur Ausstellung in Berlin

El Siglo de Oro. Die Ära Velázquez war eine dem Siglo de Oro der spanischen Kunst gewidmete Ausstellung. Vom 1. Juli bis zum 30. Oktober 2016 wurde die Ausstellung in der Gemäldegalerie in Berlin von über 150.000 Menschen besucht. Vom 25. November bis zum 26. März 2017 war die Ausstellung unter dem Titel Spaniens goldene Zeit. Die Ära Velázquez in Malerei und Skulptur in der Kunsthalle München zu sehen.

## Thema
Die Ausstellung widmete sich dem Siglo de Oro Spaniens. Im Fokus standen die Kunstzentren Toledo, Valencia, Sevilla und Madrid im 17. Jahrhundert. Zu dieser Zeit erlebte Spanien einen Verlust seiner politischen Macht. Als Reaktion auf diesen politischen und gesellschaftlichen Wandel schufen spanische Künstler, gefördert vom spanischen Königshaus, dem Adel und der katholischen Kirche eine neue Bildsprache, die als Instrument der politischen Propaganda Stärke und Stabilität demonstrieren sollte. In dieser Zeit entstanden Kunstwerke, die bis heute als Meisterwerke der spanischen Kunst angesehen werden. Die Ausstellung widmete sich vor allem Werken der Malerei und Skulptur in ihrem gesellschaftlichen und politischen Kontext. Gezeigt wurden über 130 Werke der berühmten Künstler Diego Velázquez, El Greco, Francisco de Zurbarán und Bartolomé Esteban Murillo, aber auch weniger bekannter Künstler wie Alonso Cano und Gregorio Fernández.

## Aufbau der Ausstellung
Die Ausstellung gliederte sich in drei Teile: Im ersten Teil wurden die bedeutendsten Kunstzentren der Malerei und der Bildhauerei am Übergang zum Barock unter der Herrschaft Philipps III. vorgestellt. Der zweite Teil zeigte die Meisterwerke des Siglo de Oro und betrachtete sie im Zusammenhang mit den Zielen der politischen und religiösen Eliten unter Philipp IV. Im dritten Teil standen die Künstler des Hochbarock in Madrid im Kontext der demografischen, ökonomischen und politischen Entwicklungen im Vordergrund.

## Organisation
Die Ausstellung wurde von den Staatlichen Museen zu Berlin in Zusammenarbeit mit der Kunsthalle München konzipiert. Die Sammlung der Berliner Gemäldegalerie, die eine bedeutende Sammlung spanischer Gemälde besitzt, wurde durch internationaler Leihgaben ergänzt, von denen viele nie zuvor in Deutschland gezeigt worden waren. Die Ausstellung stand unter der Schirmherrschaft des spanischen Königs Felipe VI. und des deutschen Bundespräsidenten Joachim Gauck.

## Verwandte Ausstellungen und Begleitveranstaltungen
In München wurde die Ausstellung von einem Programm aus Vorträgen, Filmvorführungen und Workshops begleitet, die in der Kunsthalle und im Instituto Cervantes stattfanden.

### Berlin
Rund um das Kulturforum Berlin fanden parallel kleinere Ausstellungen zu Einzelthemen des Siglo de Oro statt, darunter Artesanía Artística – Spanische Impressionen im Kunstgewerbemuseum, Die Habsburger in Spanien. Porträtgrafik des Goldenen Zeitalters in der Kunstbibliothek, Fiesta in Sevilla. Eine Illustrationsfolge des Goldenen Zeitalters in Spanien und José de Ribera – die Druckgraphik. Er war jung und brauchte das Geld im Kupferstichkabinett, La Guitarra Española im Musikinstrumenten-Museum und  Architektonische Impressionen aus Spanien. Historische Fotografien von Jean Laurent im Ibero-Amerikanischen Institut. Die Ausstellung wurde von einer Vortragsreihe in deutscher, spanischer und englischer Sprache begleitet, die teilweise im Kulturforum, teilweise in der Spanischen Botschaft stattfand.

## Kritiken
„Die Berliner Gemäldegalerie hat etwas Großes geleistet. Sie hat aus Sammlungen des spanischen Barock weltweit Bildwerke – Gemälde, Skulpturen und Zeichnungen – so zusammengestellt, dass für den Betrachter nicht nur ein Lehrpfad durch die Epoche und ihre regionalen Zentren (Valencia, Madrid, Sevilla) gebahnt wird, sondern eine Welt entsteht.“

„‚El Siglo de Oro‘ liefert ein Wechselbad der Gefühle, mal wird höfische Grandezza, mal Seelenpein gespielt. Die Ausstellung überzeugt jedoch nicht durch Emotionalität, sondern durch ihre kluge Inszenierung, die von dem Besucher, der zwischen den verschiedenen Städten, Schulen, Künstlerclans hin- und herspringen muss, einiges abverlangt.“

„Diese Ausstellung bietet mehr als Kunstgenuss. Sie ist wie ein Schlüssel, der eine ganze Welt aufschließt.“

## Publikationen
Begleitend zur Ausstellung erschien ein Katalog (ISBN 978-3-7774-2478-1). In Zusammenarbeit mit dem Fernsehsender Arte entstand ein Begleitfilm von Grit Lederer, der als DVD erhältlich ist.